# Burney
Burney (Барні) — з 1927 року англійський виробник автомобілів. Штаб-квартира розташована в місті Мейденхед. У 1933 році ліцензію на виробництво автомобілів компанії купує фірма Crossley. У 1934 році компанія припинила виробництво автомобілів.

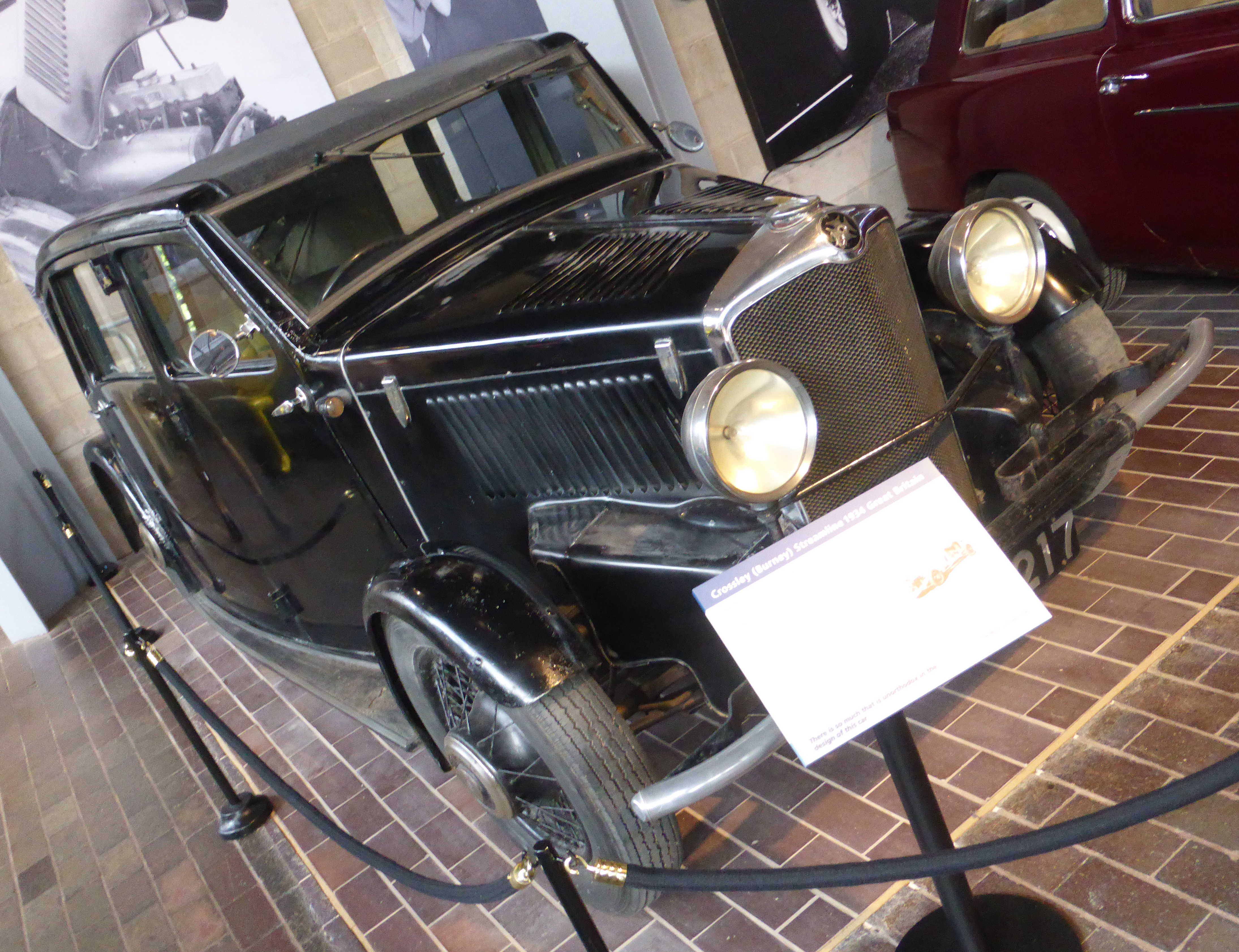
Burney Streamline

## Денніс Барні
Сер Чарльз Денністоун Барні прославився як конструктор дирижаблів, ставши відомим завдяки роботі над дирижаблем R100 для компанії Vickers на станції Хауден. Починаючи з 1927 року, у Мейденхеді було виготовлено тринадцять машин. Кожна була особливою, оскільки вони використовували їх як вітрини для своїх патентів, а не для серйозного виробництва.

## Двигун та ходова частина автомобілів
Автомобілі мали такі функції, як незалежна підвіска, гідравлічні гальма, обігрівач і всі сидіння всередині колісної бази. Запалювання та інші елементи керування здійснювалися за допомогою гнучких кабелів, вмонтованих у мідні трубки, що відповідали тодішній практиці авіабудування. Автомобілі мали заднє розташування двигуна з подвійними радіаторами. Перший автомобіль використовував передньоприводне шасі Alvis, яке фактично повернули задом, але адаптували таким чином, щоб керувати новими передніми колесами. Надалі машини використовували рядний Beverley, Lycoming та Armstrong Siddeley двигуни.

## Кузов автомобілів

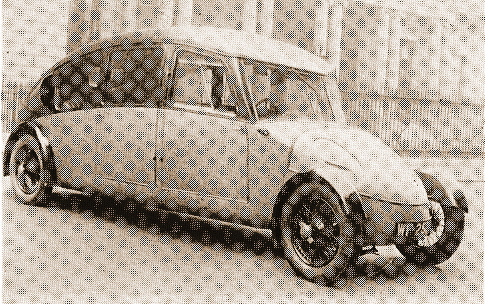
Burney Streamline у версії з високим капотом 1929 року

Обтічний кузов був дуже довгим, завдовжки до 20 футів (6,1 м). Запасне колесо розміщувалося всередині однієї із задніх дверей і прикладало величезні навантаження на петлі та дверну стійку. Еквівалентний простір у протилежних дверях був зайнятий або другим запасним колесом, або мінібаром. Незвичайний аеродинамічний дизайн автомобіля був привабливим, з дуже невеликим переднім, але довгим заднім обвісом (що містив двигун). Нижня сторона була також покрита листовим металом для підвищення аеродинамічної ефективності. Компанія Streamline вказувала на майбутнє з точки зору ефективності використання простору, що мав семимісний салон і, навіть за стандартами часу, значну висоту, що особливо турбувало дизайнера.

## Комерція компанії

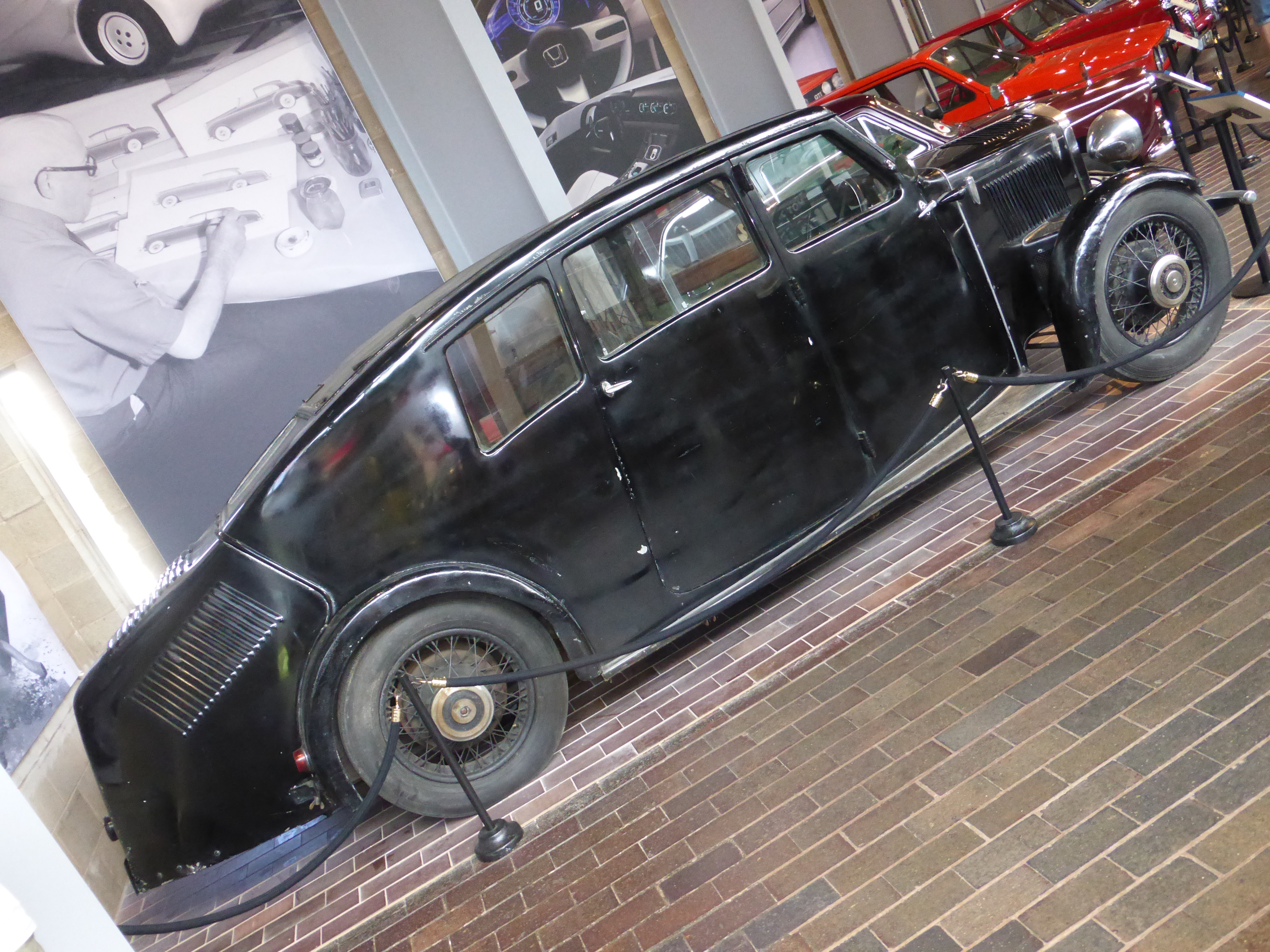
Burney Streamline у версії з високим капотом

Кожен автомобіль коштував близько 1500 фунтів стерлінгів. Блакитний був придбаний принцом Уельським наприкінці 1930 року, а ще один перетнув Атлантику для виставки на Детройтському автосалоні. Усього з 1929 по 1931 роки було побудовано 12 автомобілів Streamline, але жоден не дійшов до нашого часу. Crossley Motors купили ліцензію на виробництво Streamline, виготовивши ще 25 автомобілів, з яких два вижили.
Рядні восьмициліндрові двигуни Beverley-Barnes на ранніх автомобілях Streamline 22/80HP виявилися ненадійними, і з 1932 року виготовили останні три автомобілі з американськими 6-циліндровими 3,2-літровими двигунами Lycoming (Streamline Six) та британськими восьмициліндровими 4,4-літровими Armstrong Siddeley (Streamline Eight). Six мав колісну базу довжиною 3708 мм, Eight — 4089 мм.

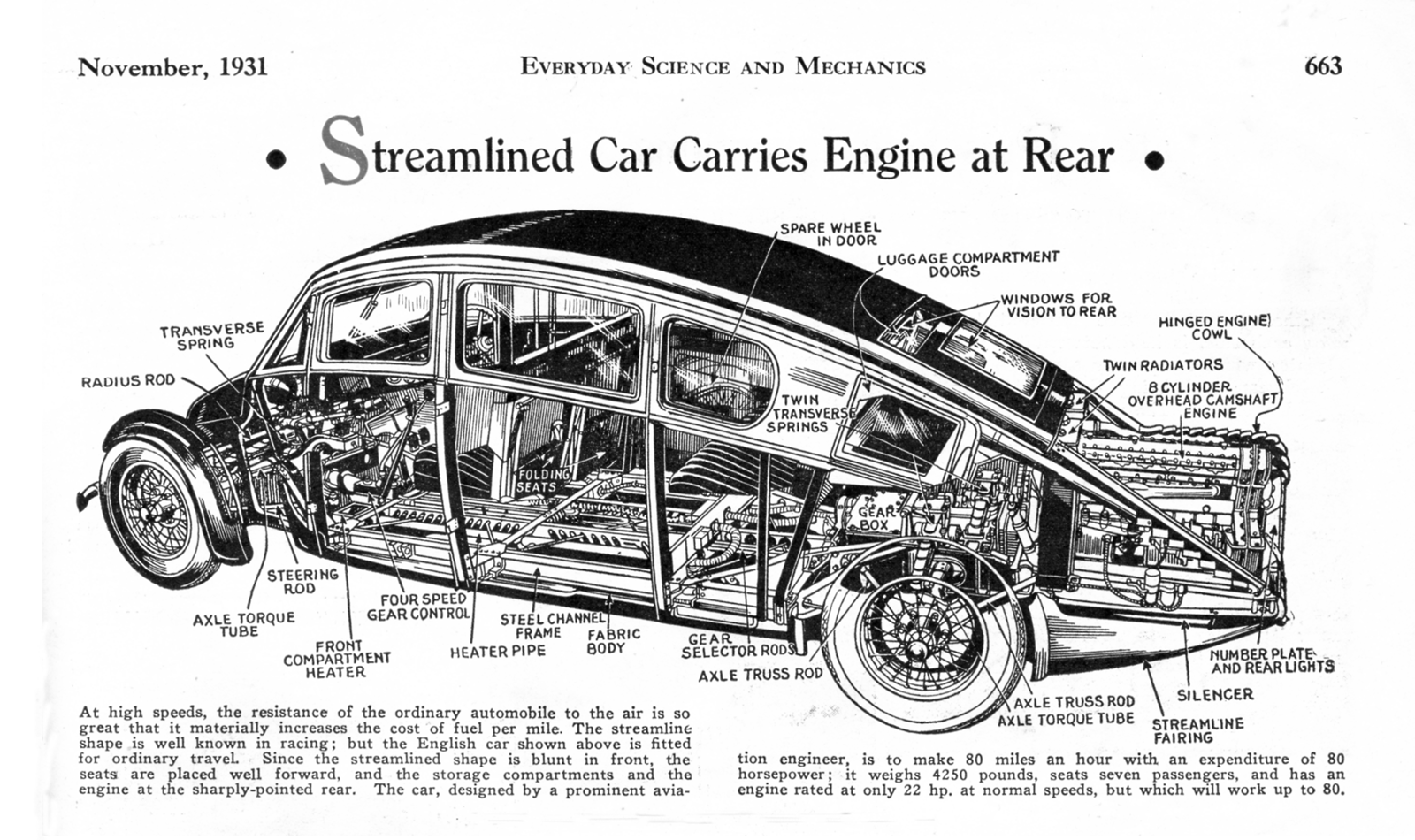
Схема вузлів автомобіля Burney Streamline 22/80HP 1931 року у американському журналі

Компанія Streamline Cars була остаточно закрита у 1936 році.

## Ходові якості

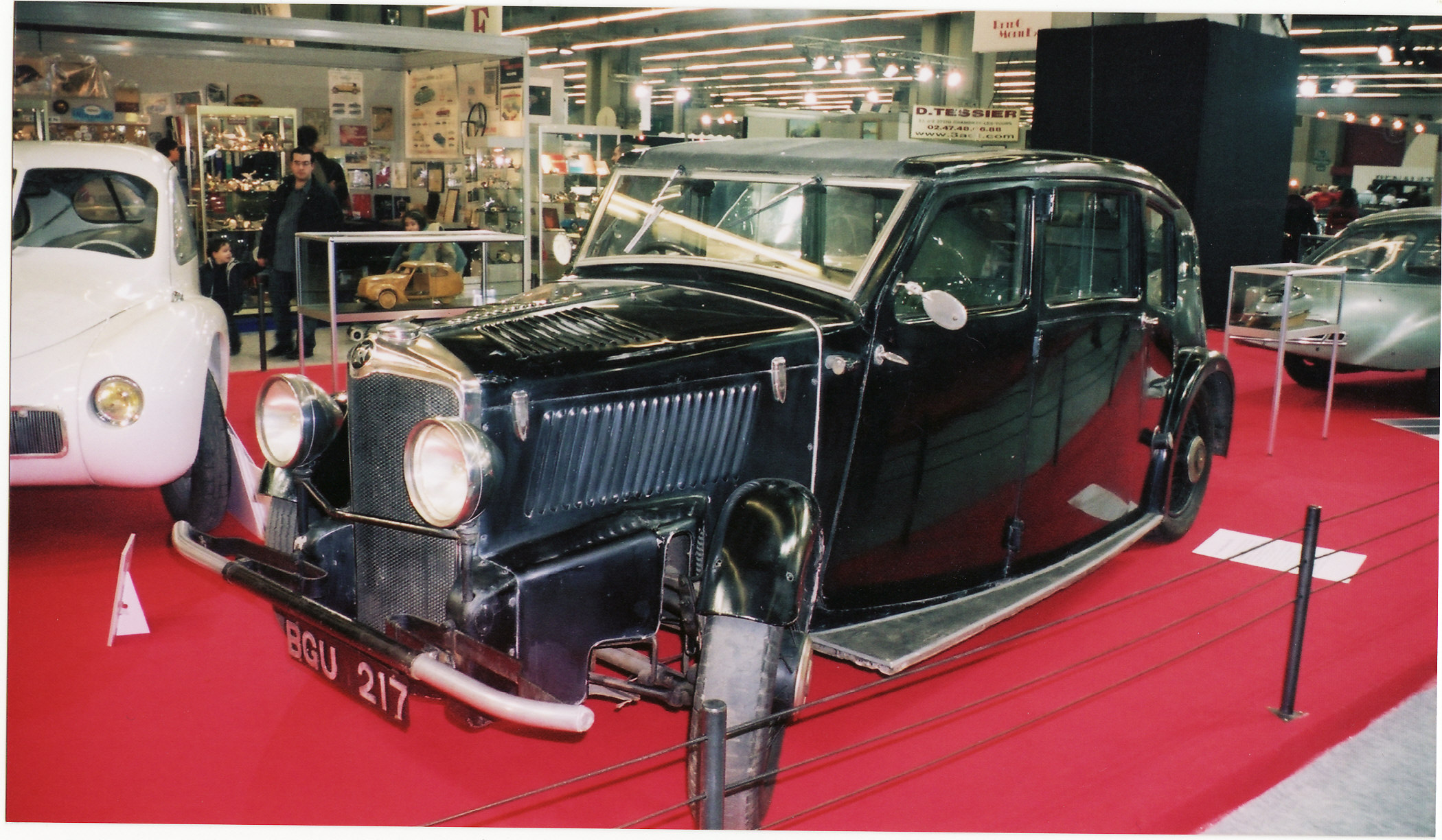
Crossley Streamline у версії з похилим капотом

У сучасному звіті відзначили відсутність механічного шуму на місці водія та високу якість їзди. Значна вага автомобіля — 38 хандредвейтів або приблизно 1900 кг для моделі 1930 року — дає зчеплення з дорогою при швидкості 76 миль/год (близько 122 км/год), яка була близька до заявленого максимуму автомобіля. Двигун монтувався цілком за задньою віссю, тому машина була досить нестійкою при мокрих або вітряних погодних умовах.

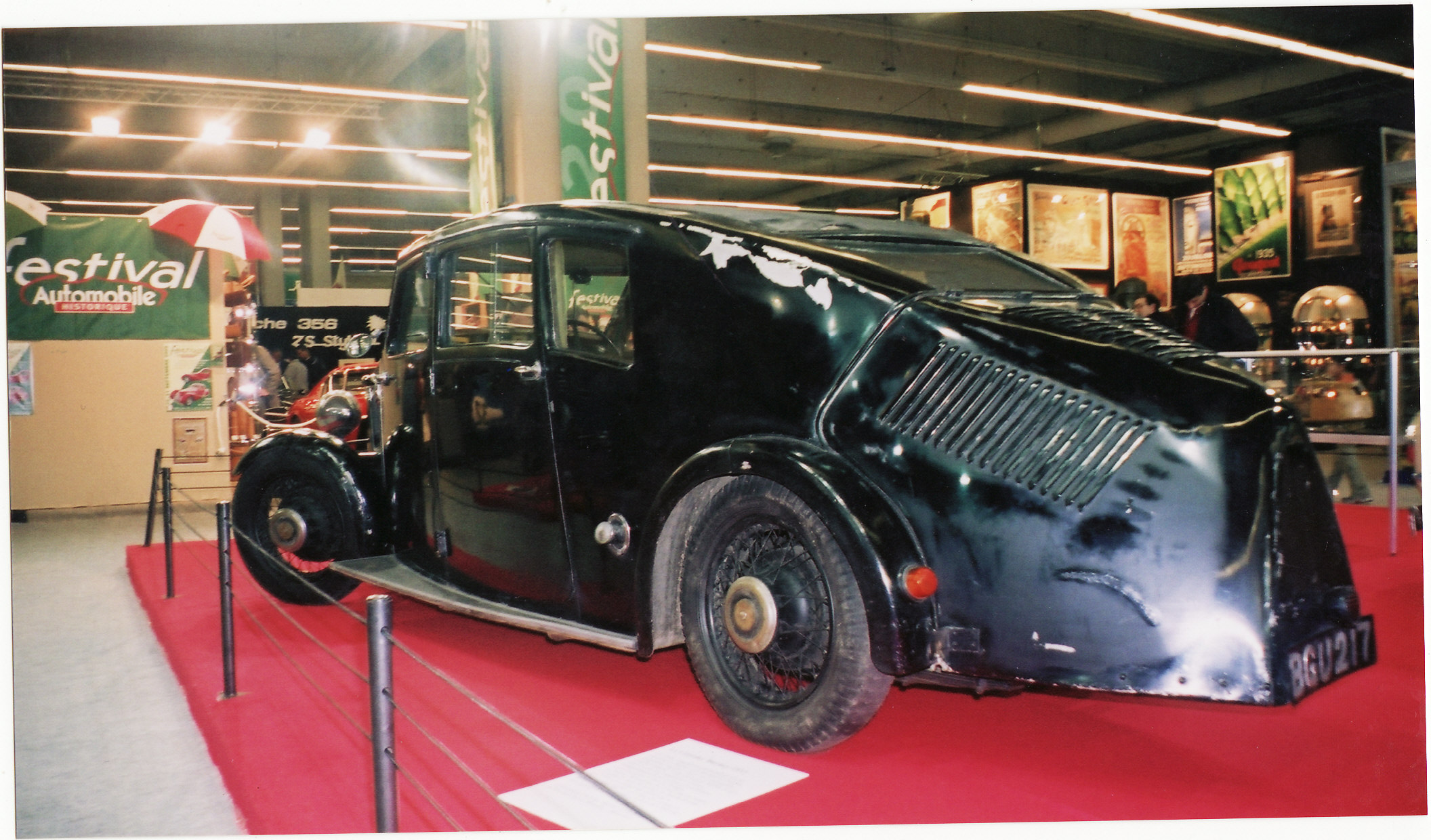
Crossley Streamline у версії з похилим капотом

Незважаючи на довжину автомобіля, було досягнуто чудового радіусу розвороту 39 футів (12 м). Не існувало двох ідентичних Streamline, а протестована версія була довжиною 18 футів 7 дюймів (приблизно 5,6 метра) з колісною базою 12 футів 5 дюймів (3,8 м), що робило його громіздким в обмежених просторах. Він був довшим, ніж найдовший доступний Rolls-Royce, і лише на близько 350 фунтів дешевшим.

## Наслідки
Деякі ідеї (включаючи розташування запасного колеса) використовувались Crossley Motors на їх "Streamline", але вони також не мали успіху у виробництві. Завод Burney у Мейденхеді також використовувався для виробництва автомобілів Marendaz і GWK.

## Технічні характеристики
|                       | 22/80HP              | Six                  | Eight                |
| Роки виробництва      | 1930–1931            | 1932–1934            | 1932–1934            |
| Тип двигуна           | Рядний 8-циліндровий | Рядний 6-циліндровий | Рядний 8-циліндровий |
| Об'єм двигуна         | 2956 см³             | 3190 см³             | 4400 см³             |
| Потужність            | 80 к.с. (59 кВт)     |                      | 85 к.с. (62,5 кВт)   |
| при частоті обертання |                      |                      | 3600 хв−1            |
| Колісна база          | 3784 мм              | 3708 мм              | 4089 мм              |
| Колія                 | 1524 мм              | 1524 мм              | 1524 мм              |
| Довжина автомобіля    | 5677 мм              | 5791 мм              | 6096 мм              |
| Ширина автомобіля     | 1727 мм              | 1828 мм              | 1828 мм              |
| Маса автомобіля       | 1930 кг              | 1880 кг              | 1930 кг              |

## Список автомобілів Burney
- 1930 - Burney Streamline 22/80HP
- 1932 - Burney Streamline Six
  - Burney Streamline Eight